# Învățare profundă
Învățarea profundă (cunoscută și sub numele de învățare profundă structurată sau învățare ierarhică) este parte dintr-o familie de metode de învățare automată bazată pe rețele neuronale artificiale. Învățarea poate fi supravegheată, semi-supravegheată sau nesupravegheată.
Arhitecturile de învățare profundă, precum rețele neuronale profunde, rețele neuronale recurente și rețelele neuronale convoluționale, au fost aplicate în diverse domenii, precum recunoașterea imaginilor, recunoașterea vocală, prelucrarea limbajului natural, recunoașterea audio, filtrarea în rețele sociale, traducerea automată, bioinformatica, proiectarea de medicamente, analiza de imagini medicale, inspeciția materialelor și divertisment, unde au obținut rezultate comparabile cu și, în unele cazuri, superioare experților umani.
Rețelele neuronale au fost inspirate de prelucrarea informațiilor și nodurile de comunicare distribuite în sistemele biologice. Rețelele neuronale artificiale diferă de creierul biologic. În special, rețelele neuronale tind să fie statice și simbolice, în timp ce creierul biologic al celor mai multe organisme vii este dinamic și analog.

## Definiție
Învățarea profundă este o clasă de algoritmi de învățare automată care(pp199–200) folosesc mai multe straturi de neuroni pentru a extrage progresiv caracteristici de nivel superior din datele de intrare. De exemplu, în procesarea imaginilor, straturile inferioare pot identifica margini, în timp ce straturile superioare pot identifica elemente semnificative, precum cifre, litere sau fețe de oameni.

## Istoric
Termenul de Învățare Profundă a fost introdus în comunitatea de învățare automată de către Rina Dechter în 1986, iar în cea de rețele neuronale artificiale de Igor Aizenberg și colegii în anul 2000.

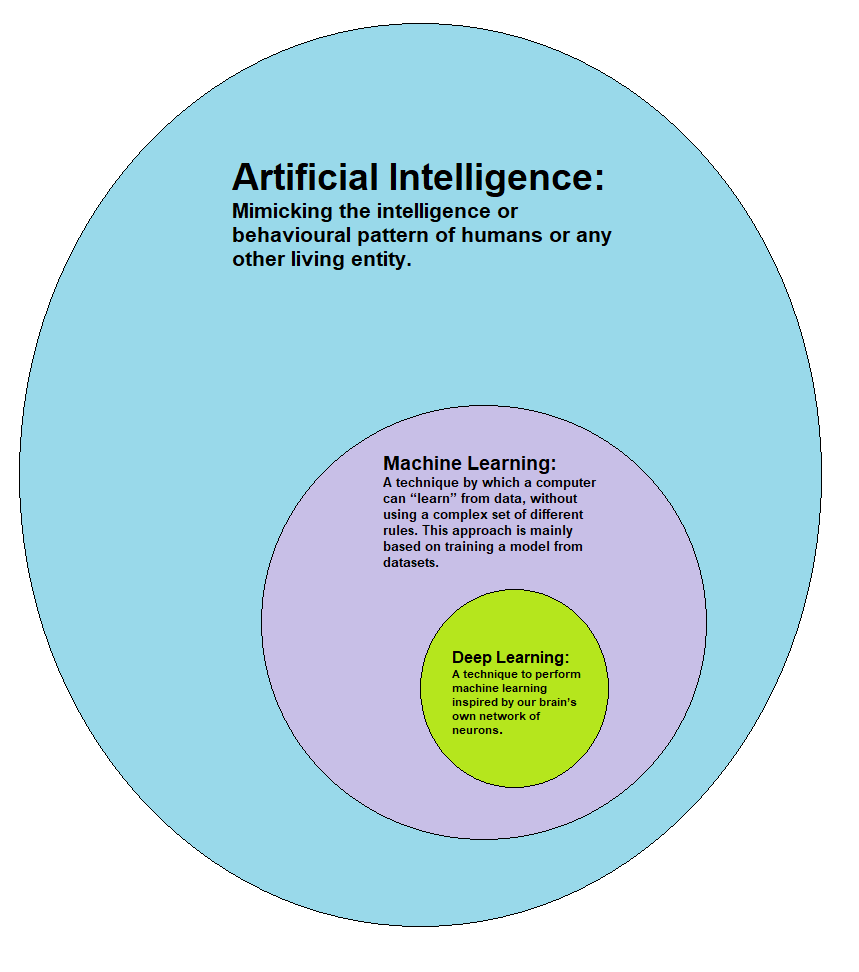
Învățarea profundă face parte din învățarea automată, care face parte din inteligența artificială (IA).

În martie 2019, Yoshua Bengio, Geoffrey Hinton și Yann LeCun au fost distinși cu Premiul Turing pentru descoperirile conceptuale și inginerești care au făcut din rețelele neuronale profunde o componentă critică de calcul.

## Rețele neuronale

### Rețelele neuronale artificiale
Rețelele neuronale artificiale (RNA) sunt sisteme de calcul inspirat de rețelele neuronale biologice care constituie creierul animalelor. Astfel de sisteme învață (își îmbunătățesc progresiv capacitatea lor) să execute sarcini prin observarea de exemple, de obicei fără a fi nevoie de re-programare în funcție de domeniu. De exemplu, în recunoașterea de imagini, ar putea învăța să identifice imaginile care conțin pisici analizând exemple de imagini care au fost manual etichetate ca „pisică” sau „nici o pisică”, iar ulterior să aplice aceste cunoștințe unor imagini noi. Astfel de algoritmi sunt utilizați în aplicații care nu pot fi modelate ușor folosind algoritm tradișionali, precum programarea bazată pe reguli.
O RNA se bazează pe o colecție de unități conectate numite neuroni artificiali, (similar cu neuronii biologici în creierul biologic). Fiecare conexiune (sinapsă) dintre neuroni poate transmite un semnal între neuroni. Neuronul receptor (postsinaptic) poate procesa semnalul și apoi transmite mai departe către următorii neuroni la care este conectat. Neuronii pot avea stare, în general reprezentată de numere reale, de obicei între 0 și 1. Neuronii și sinapsele pot, de asemenea, avea o greutate care variază pe măsură ce învățarea are loc și care poate mări sau micșora puterea semnalului care este transmis mai departe.
De obicei, neuronii sunt organizați în straturi. Diferite straturi pot efectua diferite tipuri de transformări asupra intrărilor lor. Semnale călătoresc de la primul strat (de intrare) până la ultimul strat (de ieșire), eventual după ce traversează straturi intermediare de mai multe ori.
Rețelele neuronale au fost folosite într-o varietate de domenii, printre care recunoașterea imaginilor, recunoaștere vocală, traducere automată, filtrare în rețele de socializare, jocuri și diagnosticare medicală.
În 2017, rețelele neuronale au de obicei câteva mii spre câteva milioane de unități și milioane de conexiuni. În ciuda acestui număr de mai multe ordine de mărime mai mic decât numărul de neuroni din creierul uman, aceste rețele pot efectua mai multe sarcini la un nivel superior față de oameni (de exemplu, recunoașterea fețelor sau jocul „Go” ).

### Rețele neuronale profunde
O rețea neuronală profundă (RNP) este o rețea neuronală artificială (RNA) cu mai multe straturi între straturile de intrare și ieșire. RNP găsește modalitatea potrivită de manipulare matematică pentru a transforma semnalul de intrare în cel de ieșire, fie că este vorba de o relație liniară sau neliniară. Rețeaua se mișcă prin straturi calculând probabilitatea fiecărui rezultat. De exemplu, o RNP care este instruită să recunoască rasele de câini v procesa o anumită imagine și calcula probabilitatea ca animalul din imagine să fie dintr-o anumita rasă. Utilizatorul poate revizui rezultatele și selecta care probabilități ar trebui să fie afișate de rețea (peste un anumit prag, etc.). Fiecare astfel de manipulare matematică este considerată un strat, iar RNP complexe au mai multe straturi, de unde și numele de rețele „profunde”.
RNP pot modela relații neliniare complexe. Arhitecturile RNP generează modele compoziționale în care obiectul este exprimat ca o compoziție stratificată de primitive. Straturile suplimentare permit compoziția caracteristicilor din straturile inferioare, cu potențial de modelare a datelor complexe cu mai puține unități decât rețea superficială de performanță similară.
Arhitecturile profunde includ multe variante bazate pe doar câteva metode elementare. Fiecare arhitectură are succes în domenii specifice. Diversele arhitecturi nu pot fi întotdeauna comparate, cu excepția cazului în care acestea sunt evaluate pe aceleași seturi de date.
Rețelele neuronale recurente (RNN), în care datele pot circula în orice direcție, sunt utilizate pentru aplicații cum ar fi modelarea limbajului. Memoria lungă pe termen scurt  este deosebit de eficientă pentru această utilizare.
Rețelele neuronale convoluționale (RNC) sunt utilizate în recunoașterea imaginilor. RNC au fost aplicate și în modelarea acustică pentru recunoașterea automată a vorbirii.

## Aplicații

### Recunoașterea automată a vorbirii
Recunoașterea automată a vorbirii la scară largă este primul și cel mai convingător caz de succes al aplicării învățării profunde. Rețelele recurent cu memorie pot învăța obiective „foarte profunde”, care implică intervale multi-secundă și care conțin evenimente de vorbire separate de mii de pași discreți pași de timp, unde un pas de timp durează aproximativ 10 ms. Un LSTM cu porți de uitare este competitiv cu metodele tradiționale de recunoaștere a vorbirii în anumite domenii.
Toate marile sisteme comerciale de recunoaștere a vorbirii (de exemplu, Microsoft Cortana, Xbox, Skype Translator, Amazon Alexa, Google Now, Apple Siri, Baidu, iFlyTek și Nuance) se bazează pe învățarea profundă.

### Prelucrarea limbajului natural
Rețelele neuronale au fost folosite pentru punerea în aplicare a modelelor de limbă încă de la începutul anilor 2000. LSTM a contribuit la îmbunătățirea traducerii automate și modelelor de limbă.
Cercetările recente generalizează reprezentărilor cuvintelor la reprezentările propozițiilor.

### Descoperirea de medicamente și toxicologie
Un procent mare de medicamente potențiale eșuază în a fi aprobate din cauza eficacității insuficiente (efectul asupra țintei), interacțiunilor nedorite (efecte în afara țintei) sau efectelor toxice neprevăzute. Cercetătorii au explorat utilizarea învățării profunde pentru a prezice efectele asupra țintelor biomoleculare și cele toxice ale substanțelor chimice din nutrienți, produse de uz casnic și medicamente.

### Bioinformatică
O rețea neuronală auto-codificantă a fost folosită în bioinformatică pentru a prezice adnotări spre Gene Ontology și relații genă-funcție.
În informatică medicală, învățarea profundă a fost folosită pentru a prezice calitatea somnului pe baza datelor de la senzori portabili și complicații de sănătate pe baza dosarelor electronice de sănătate. Învățarea profundă a arătat că este utilă și în sănătate.

### Analiza Imaginilor Medicale
S-a demonstrat că învățarea profundă produce rezultate comparabile cu ale omaenilor în aplicații medicale, precum clasificarea celulelor canceroase, detectarea leziunilor, segmentarea organelor și îmbunătățirea imaginilor.

### Detectarea fraudelor financiare
Învățarea profundă este aplicată cu succes în detectarea fraudelor financiare și spălării de bani. „Sistemele profunde de detectare a spălării de bani pot identifica și recunoaște relații și asemănări între date și, mai mult, pot învăța să detecteze anomalii sau să clasifice și să anticipeze anumite evenimente”. Soluția folosește atât tehnici de învățare supravegheată, precum clasificarea tranzacțiilor suspecte, cât și învățare nesupravegheată, precum detectarea anomaliilor.